# Csátalja
Csátalja es un pueblo ubicado en el distrito de Baja, en el condado de Bács-Kiskun, Hungría.

## Superficie
Posee una superficie de 39,05 kilómetros cuadrados.

## Demografía
Hasta 2019 la población era de 1399 habitantes, con una 35,83 densidad de población de  habitantes por kilómetro cuadrado.